# Liste der Kulturdenkmäler in Katzweiler
In der Liste der Kulturdenkmäler in Katzweiler sind alle Kulturdenkmäler der rheinland-pfälzischen Ortsgemeinde Katzweiler aufgeführt. Grundlage ist die Denkmalliste des Landes Rheinland-Pfalz (Stand: 21. Juli 2023).

## Denkmalzonen
| Bezeichnung              | Lage                                       | Baujahr | Beschreibung                                                                      | Bild            |
| ------------------------ | ------------------------------------------ | ------- | --------------------------------------------------------------------------------- | --------------- |
| Denkmalzone Schafmühle 1 | nordwestlich des Ortes (Schafmühle 1) Lage | um 1860 | Hofanlage; langgestrecktes spätklassizistisches Wohnhaus, um 1860, Mahlmühle 1897 | Fotos hochladen |

## Einzeldenkmäler
| Bezeichnung                                 | Lage                                           | Baujahr                           | Beschreibung | Bild                           |
| ------------------------------------------- | ---------------------------------------------- | --------------------------------- | --- | ------------------------------ |
| Mühle                                       | Bachstraße ohne Nummer Lage                    | um 1830/40                        | Dreiflügelanlage, um 1830/40, im Kern wohl älter; Krüppelwalmdachbau, teilweise Fachwerk, mit Mühlenteil; Wasserrad; Ökonomiegebäude, Rotsandstein                                                                             | weitere Bilder Fotos hochladen |
| Kilometerstein                              | Hauptstraße Lage                               | 19. Jahrhundert                   | Kilometerstein, Sandstein-Zylinder, 19. Jahrhundert | Fotos hochladen                |
| Hofanlage                                   | Hauptstraße 23 Lage                            | erste Hälfte des 19. Jahrhunderts | Hakenhof, erste Hälfte des 19. Jahrhunderts; eingeschossiges klassizistisches Wohnhaus, teilweise Fachwerk, bezeichnet 1815 | Fotos hochladen                |
| Hofanlage                                   | Hauptstraße 36 Lage                            | 1732                              | ehemaliger Lehnshof der Grafen von der Leyen; Einfirstanlage, bezeichnet 1732, wohl im späten 18. Jahrhundert verändert | Fotos hochladen                |
| Protestantische Pfarrkirche                 | Hauptstraße 51 Lage                            | 1822–26                           | klassizistischer Saalbau, 1822–26, Kreisbauinspektor Friedrich Samuel Schwarze | Fotos hochladen                |
| Kriegerdenkmal                              | Hauptstraße, bei Nr. 51 Lage                   | 1920er Jahre                      | Kriegerdenkmal 1914/18, 1920er Jahre | Fotos hochladen                |
| Protestantisches Pfarrhaus                  | Hauptstraße 55 Lage                            | 1854                              | spätklassizistischer Walmdachbau, 1854 | Fotos hochladen                |
| Katholische Kuratiekirche Mariä Himmelfahrt | Hauptstraße 86 Lage                            | 1936                              | romanisierender Saalbau, 1936, Architekt Paul Klostermann, Kaiserslautern | weitere Bilder Fotos hochladen |
| Portal                                      | Hebelstraße, an Nr. 2 Lage                     | 1726                              | barockes Oberlicht-Portal, bezeichnet 1726 | Fotos hochladen                |
| Grabmäler                                   | Mehlbacher Straße, auf dem Friedhof Lage       | um 1900                           | Grabmal J. K. und H. Henn, gründerzeitliche Schauwand mit Ädikula, um 1902; Grabmal Hübner, Grabstele mit Relief einer Trauernden, Neurenaissance, 1890/1900; Grabmal D. und H. Christmann, Schauwand mit Reliefstele, um 1910 | Fotos hochladen                |
| Alte katholische Kirche                     | Storcheneckerstraße 3 Lage                     | 1838                              | ehemalige katholische Kirche mit Schule; spätklassizistischer Walmdachbau, 1838 | Fotos hochladen                |
| Sonnenhof                                   | nordwestlich des Ortes an der B 270 Lage       | 1845                              | Dreiseithof; eingeschossiger Krüppelwalmdachbau mit Kniestock, 1845, langgestreckter Scheunen-Stall-Trakt, bezeichnet 1838 | Fotos hochladen                |
| Schafmühle                                  | nordwestlich des Ortes (Schafmühle 2) Lage     | 1807                              | ehemalige Ölmühle; klassizistischer Krüppelwalmdachbau, bezeichnet 1807 | Fotos hochladen                |
| Mennonitenkirche                            | westlich des Ortes auf dem Kühbörncheshof Lage | 1832                              | Saalbau, Krüppelwalmdach, bezeichnet 1832 | weitere Bilder Fotos hochladen |